# Osservazione di Marte

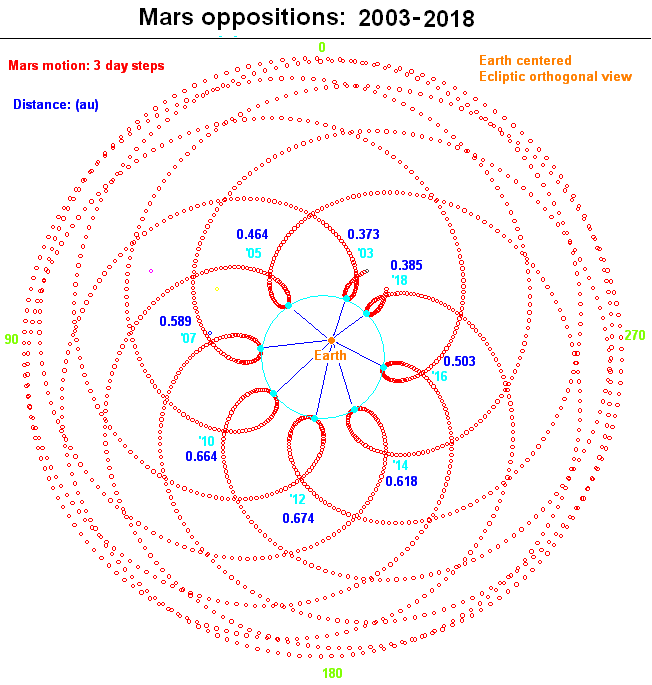
Le opposizioni di Marte nel periodo 2003-2018 viste dall'alto con al centro la Terra

L'osservazione di Marte è strettamente legata alle condizioni di osservabilità del pianeta, ossia in base al tipo di opposizione: se afelica o perielica; la forte variazione di diametro infatti consente differenti capacità osservative.
Nelle migliori condizioni (diametro massimo, altezza massima dall'orizzonte, condizioni meteo ecc.) il pianeta mostra chiaramente, con un telescopio di 200 mm, le calotte polari, diversi dettagli superficiali, e persino le nubi in sospensione.
Poiché l'orbita di Marte è esterna rispetto a quella terrestre, il pianeta rosso non attraversa un ciclo di fasi come accade ai pianeti più interni, anche se, quando si trova ad una elongazione di circa novanta gradi dal Sole, Marte mostra una chiara fase gibbosa.

## L'osservazione della superficie

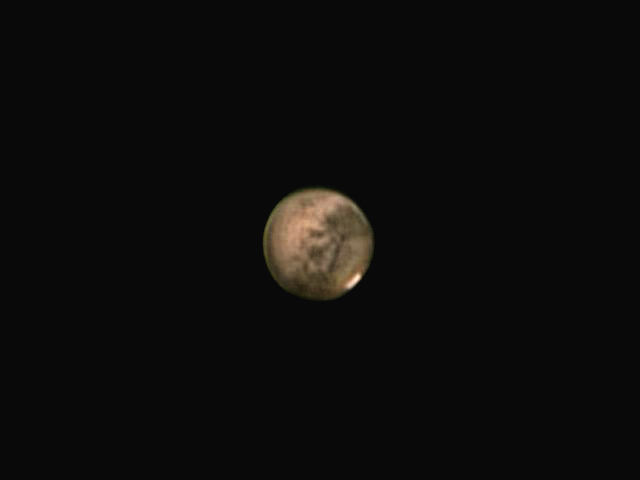
Immagine di Marte ripresa con webcam applicata ad un telescopio

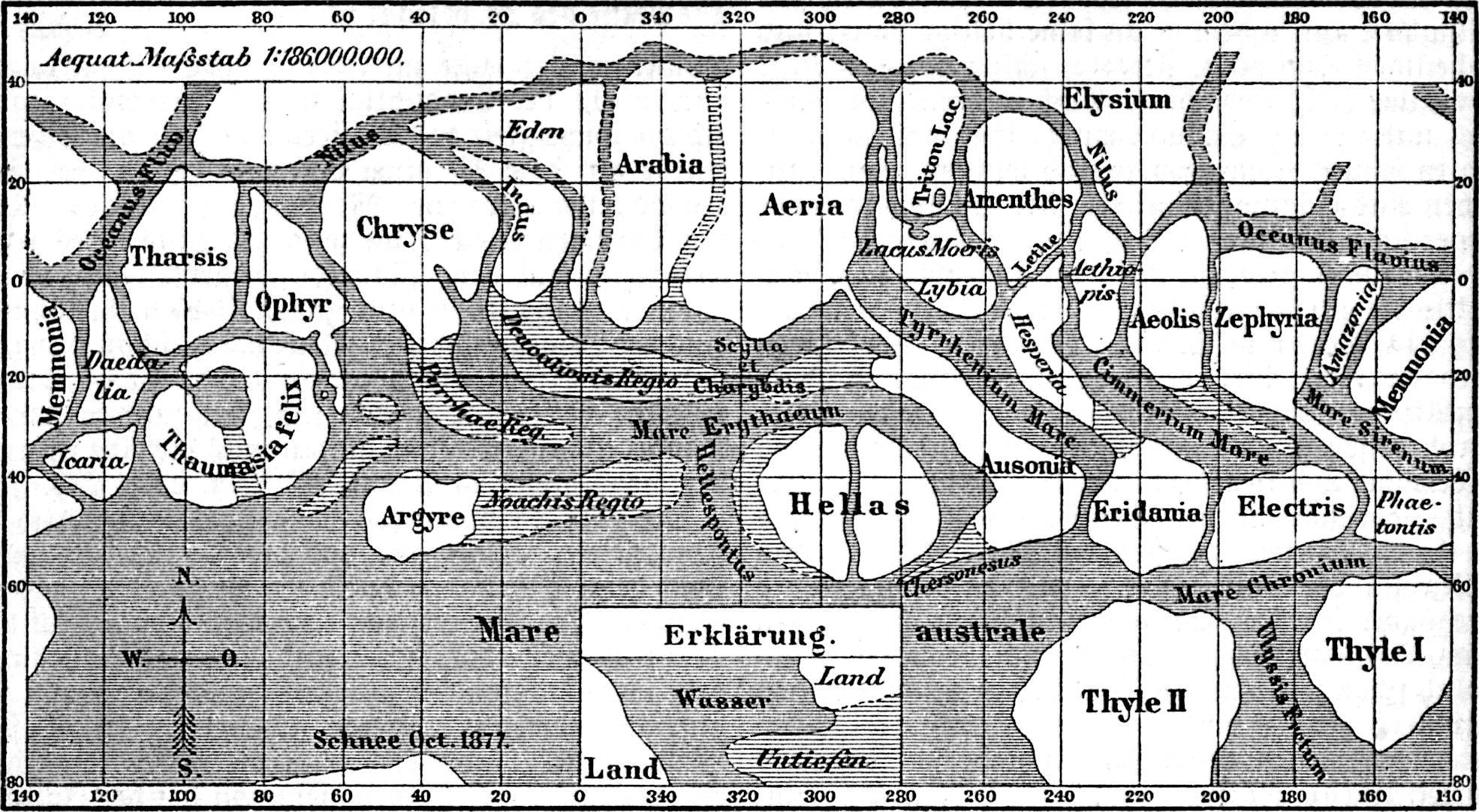
Carta storica della superficie di Marte di Giovanni Schiaparelli (illustrazione tratta dall'enciclopedia Meyers Konversations-Lexikon, 1890)

La superficie di Marte è osservabile tramite l'uso di filtri rossi (W25), che permettono di enfatizzare i dettagli scuri della superficie. I dettagli corrispondono a variazioni di albedo della superficie, ed essi mutano nel tempo. Tuttavia molte delle strutture storiche rimangono sostanzialmente invariate nel tempo (Syrtis Major, Hellas, Sinus Meridiani ecc).

### Le tempeste di sabbia
Periodicamente la superficie è interessata da fenomeni intensi di tempeste di sabbia a causa delle variazioni termobariche dell'atmosfera. Diversamente dalla Terra, questi fenomeni riescono ad interessare il pianeta nella sua globalità, sollevando polvere e occultando totalmente la visione superficiale. In questo caso per intere settimane al telescopio non è possibile riscontrare alcun dettaglio.

### Le calotte polari
Le calotte polari di Marte mostrano evidenti variazioni stagionali. Dipendentemente dalla stagione, si può osservare un restringimento o un'espansione della struttura ghiacciata. Tramite opportune tecniche è possibile eseguire misure della regressione e accertare numericamente la sua variazione.

### Le nubi
Non di rado, è possibile osservare strutture nuvolose presenti. Molte di esse hanno una diversa origine, alcune sono prodotte dalle variazioni di temperatura per il sopraggiungere del giorno o della notte (nubi mattutine o serali), mentre altre sono nubi tipiche di alcune regioni come picchi di caldere vulcaniche (Olympus Mons) o depressioni (Hellas Planitia). Alcuni di questi fenomeni si dissolvono nel giro di alcune ore.